# Чемпионат Венгрии по кёрлингу среди смешанных пар
Чемпионат Венгрии по кёрлингу среди смешанных пар — ежегодное соревнование венгерских смешанных парных команд (смешанных пар) по кёрлингу (команда должна состоять из одного мужчины и одной женщины; см. Кёрлинг среди смешанных пар). Проводится с 2007 года. Организатором является Ассоциация кёрлинга Венгрии (венг. Magyar Curling Szövetség).
Победитель чемпионата получает право до следующего чемпионата представлять Венгрию на международной арене как смешанная парная сборная Венгрии.

## Годы и команды-чемпионы
| Год  | Золото                        | Золото                      |
| Год  | Женщина                       | Мужчина                     |
| 2007 | Ильдико Секереш (Wallis SC)   | Дьёрдь Надь (Wallis SC)     |
| 2008 | Ильдико Секереш (WSC)         | Дьёрдь Надь (WSC)           |
| 2009 | Агнеш Патонай (FTC Wild Catz) | Sárdi Péter (FTC Wild Catz) |
| 2010 | Ильдико Секереш (Westbay SC)  | Дьёрдь Надь (Westbay SC)    |
| 2011 | Ильдико Секереш (Westbay SC)  | Дьёрдь Надь (Westbay SC)    |
| 2012 | Дороттья Паланча (UTE)        | Жольт Киш (Westbay SC)      |
| 2013 | Дороттья Паланча (UTE)        | Жольт Киш (Westbay SC)      |
| 2014 | Дороттья Паланча (UTE)        | Жольт Киш (Westbay SC)      |
| 2015 | Дороттья Паланча (UTE)        | Жольт Киш (Vasas SC)        |
| 2016 | Дороттья Паланча (UTE)        | Жольт Киш (Vasas SC)        |
| 2017 | Ильдико Секереш (Vasas SC)    | Дьёрдь Надь (Vasas SC)      |
| 2018 | Дороттья Паланча (UTE)        | Жольт Киш (UTE)             |
| 2020 | Дороттья Паланча (UTE)        | Жольт Киш (UTE)             |
| 2021 | Дороттья Паланча (UTE)        | Жольт Киш (UTE)             |
| 2022 | Ильдико Секереш (Vasas SC)    | Дьёрдь Надь (Vasas SC)      |
| 2023 | Линда Йоо (Vasas SC)          | Лёринц Татар (UTE)          |
| 2024 | Линда Йоо (Vasas SC)          | Лёринц Татар (UTE)          |
| 2025 | Линда Йоо (Vasas SC)          | Raul Kárász (UTE)           |

В скобках указан кёрлинг-клуб игрока.